# Annemette Ruth
Annemette Ruth (født 9. januar 1955 i Torsted[kilde mangler]) er Danmarks første kvindelige kommandør i Søværnet. Hun er Ridder af 1. grad af Dannebrogsordenen og har fået Kommandørkorset af Dannebrogsordenen. På grund af hendes indsats for mangfoldighed i forsvaret, er hun hædret med Forsvarsministerens Medalje.

## Karriere
Ruth ønskede at være søofficer som sin far, så hun søgte optagelse i Søværnet i 1976. Til optagelsesprøven til hvad længe havde været et mandefag, skulle der tages en psykologtest. Psykologen forstod ikke hende motivation for optagelsen, og sagde til hende, "Enten er du lesbisk, eller også lider du af mangel på kønsidentifikation". Ruth blev optaget i Søværnet i 1976 som den første kvinde på A-linjen på Søværnets Officersskole, og hun dimitterede i 1981.
Ruth havde ikke som barn eller ung oplevet diskrimination på grund af sit køn, men det ændrede sig, da hun kom i søværnet. Der var mange ting, der pludselig var svære eller umulige, udelukkede fordi hun var kvinde. Tøjet var ikke beregnet til kvinder, og hun måtte ikke bære samme uniform som mændene. Hun måtte ikke sove i samme bygning som de drenge, hun var i deling med, og hun måtte ikke komme ud at sejle, fordi hun var kvinde. I Søværnet er en tradition for, at man bærer sabel, når man bliver udnævnt officer. Ruth fik en dolk, ikke en sabel, idet man sagde, at "kvinder ville bare skvatte". Hun måtte heller ikke bære den kasket, som de mandlige officerer bar ved udnævnelsen, fordi den var "ukvindelig". Ruth oplevede også diskriminerende adfærd fra flere mænd i militæret, blandt andet en skibschef der sagde til hende, "Premierløjtnant Ruth, jeg befinder mig ikke godt i Deres selskab. Kvinder er ikke nogen man arbejder sammen med, det er nogen man kurtiserer”. Ruth siger selv, at det påvirkede hendes selvværd i en del år efter uddannelsen, at hun var blevet behandlet som "et andenrangs menneske" på grund af sit køn.
Det var ikke det at være den første kvinde, der var vigtigt for Ruth, men det at hun fik mulighed for at tage den uddannelse i Søværnet, som hun gerne vil have.
Ruth kom til tops i Søværnet og har blandt andet arbejdet med strategisk ledelse og udvikling og organisationsudvikling og forandringsledelse. Annemette Ruth har hele sin karriere arbejdet for at få flere kvinder ind i Søværnet, og har aktivt arbejdet med ligebehandling, herunder især af kvinder i forsvaret og kønsbestemt krænkende adfærd.

## Hædersbevisninger
- Forsvarets Medalje for international tjeneste, 2012[4]
- NATO medaljen, ISAF 2012[4]
- Forsvarsministerens Medalje for sin indsats for mangfoldighed i forsvaret, 2011[6]
- Kommandørkorset af Dannebrogsordenen, 2010[4][7]
- Ridder af 1. grad af Dannebrogsordenen, 2006[4][8]
- Ridder af Dannebrogordenen, 2000[4]
- Hæderstegnet for god Tjeneste i Søetaten, 2001[4]
- Gerners Medalje, 1981[4]